# Ranunculus velutinus
Ranunculus velutinus är en ranunkelväxtart som beskrevs av Michele Tenore. Ranunculus velutinus ingår i släktet ranunkler, och familjen ranunkelväxter. Inga underarter finns listade i Catalogue of Life.